# Kunnarlantie
Kunnarlantie est une rue du quartier de Kunnarla à Espoo en Finlande.

## Présentation
La route orientée sud-nord a une longueur 6,5 kilomètres.
Elle est la route de liaison  11337.
La route commence à Bemböle à l'intersection de la route régionale 110, où se termine l'Espontie venant du sud. 
Du côté est de l'intersection, la route régionale 110 s'appelle Turuntie et du côté ouest Nupurintie
Peu après l'intersection, Kunnarlantie traverse la Kehä III et continue vers le nord. 
La route est sinueuse mais en bon état car le tronçon Kalmari–Kunnarla a ere rénové en 2018–2019 et le tronçon Bemböle–Kalmari en 2020.
Pendant la majeure partie de son parcours, la route longe le bord ouest du lac Bodom. 
La zone de loisirs de plein air d'Oittaa, le manoir d'Oittaa et la zone de loisirs de plein air de Pirttimäki sont situés le long de la route. Le cimetière de Kellonummi est également situé près de Kunnarlantie.
La ligne de bus 246 (Espoon keskus – Röylä) circule sur la route.
La route se termine à l'intersection de Velskolantie à Kunnarla, d'où Bodomintie continue.

## Parcours
- Bemböle
- Ristimäki (1,6 km)
- Oittaa (2,7 km)
- Kalmari (4,2 km)
- Pirttimäki (5,9 km)
- Kunnarla